# Кумроч
Хребетът Кумро̀ч (на руски: хребет Кумроч) е планински хребет на полуостров Камчатка, в северната част на дългата планинска система Източен хребет, в източната част на Камчатски край, Русия. Простира се от север-североизток на юг-югозапад на протежение около 200 km, като на юг в района на изворите на реките Дясна Шчапина и Андриановка се свързва с Валаганския хребет, а в средната си част е прорязан от пролома на река Камчатка. Средна надморска височина 800 – 1400 m, максимална вулкана Шиш 2346 m (55°45′10″ с. ш. 161°10′37″ и. д. / 55.752778° с. ш. 161.176944° и. д.), в южната част. Западните му склонове са стръмни, а източните – полегати. Изграден е от мезокайнозойски вулканогенно-седиментни и лавови наслаги. От него водят началото си няколко леви и десни (Голяма Хапица) притока на река Камчатка и реките Уколка, Тарховка, Андриановка и др., вливащи се директно в Тихия океан. Склоновете му са обрасли с редки гори от каменна бреза и участъци от елхов и кедров клек. По най-високите части е развита планинската тундра.